# 艾秋群島
艾秋群島（英語：Aitcho Islands）是南極洲的群島，位於南冰洋海域，屬於南設得蘭群島的一部分，英國、阿根廷和智利在南極條約體系下擱置對該群島個別島嶼的領土主權要求。

## 外部連結

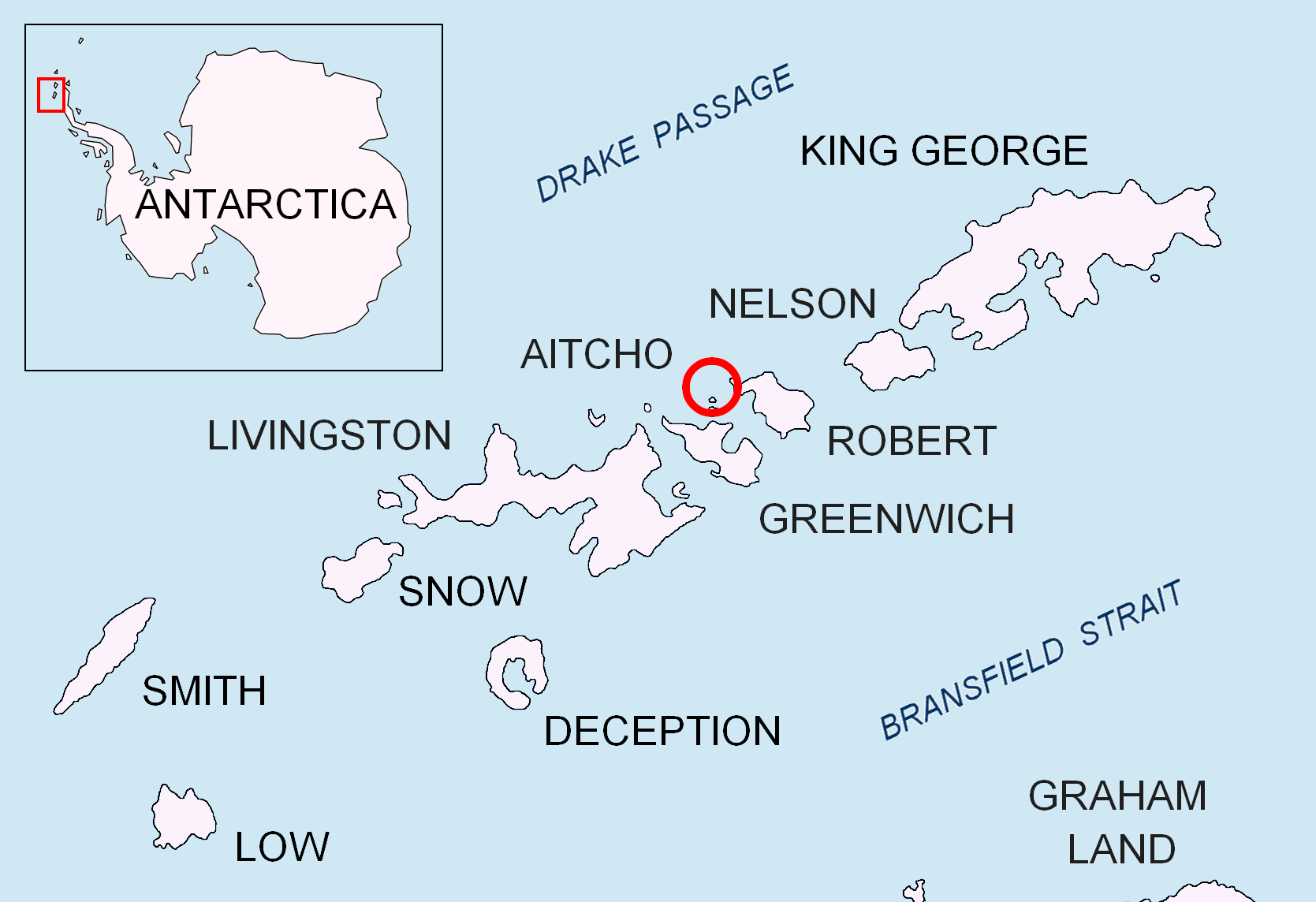

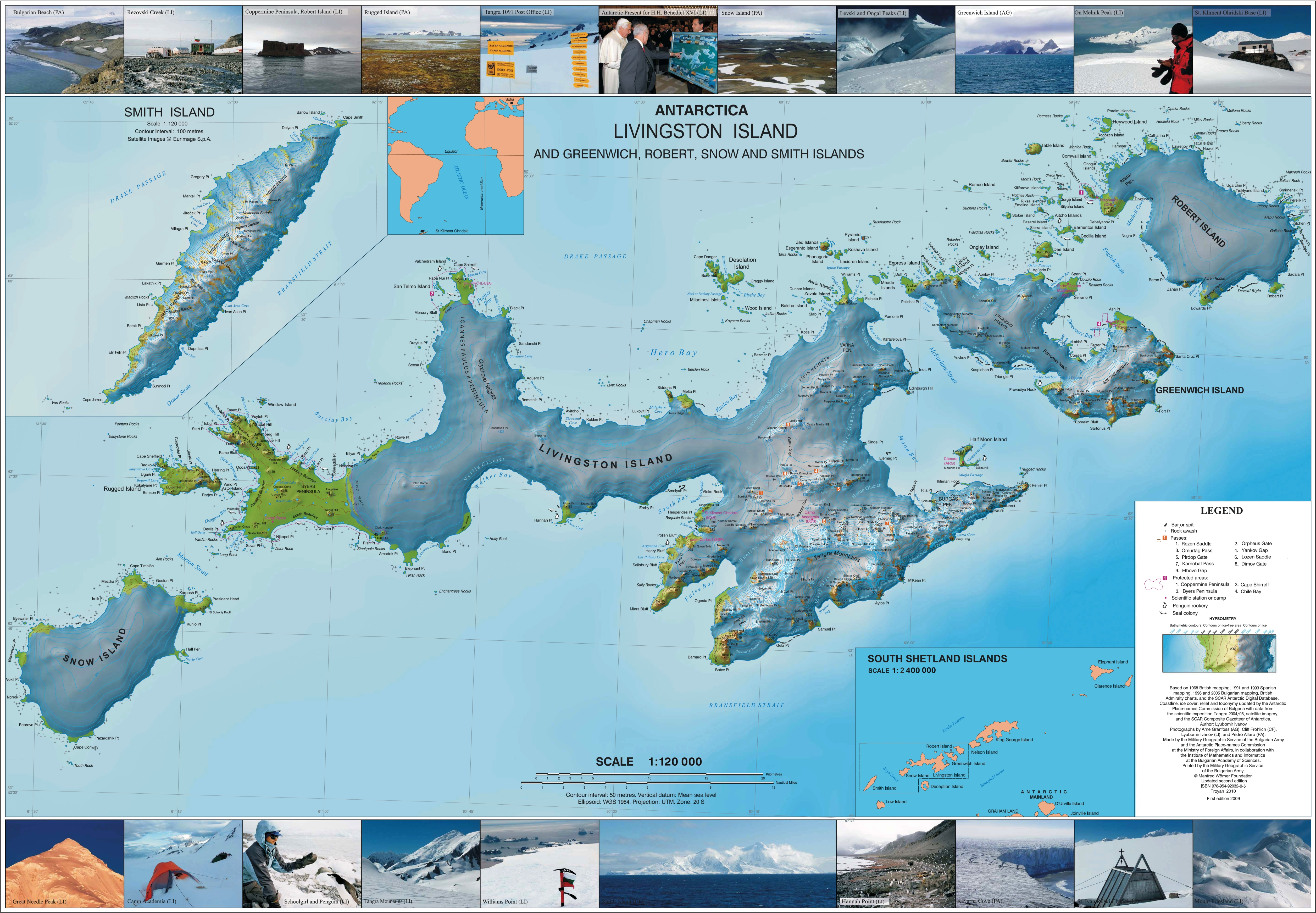
Topographic map of Livingston Island, Greenwich, Robert, Snow and Smith Islands.

- Images from Aitcho Island
- Barrientos Island[永久]

62°24′48.3″S 59°46′12.3″W / 62.413417°S 59.770083°W